# Wieszyno
Wieszyno (kaszb. Wieszëno, niem. Vessin) – wieś-ulicówka w Polsce położona w województwie pomorskim, w powiecie słupskim, w gminie Redzikowo.
W latach 1975–1998 miejscowość administracyjnie należała do województwa słupskiego.

## Nazwa
Nazwa, wzmiankowana po raz pierwszy w 1284, ma pochodzenie słowiańskie i charakter dzierżawczy. Powstała przez dodanie do nazwy osobowej Wiesz formantu -ino. Niemiecka nazwa Vessin jest adaptacją fonetyczną pierwotnej nazwy słowiańskiej.
Rada Języka Kaszubskiego proponuje kaszubską formę nazwy Wieszëno.

## Zabytki
- kościół z XV w. z charakterystycznym dachem naczółkowym nad wieżą[9].